# Гексафторпропилен
1,1,2,3,3,3-Гексафторпропилен — относится к фторолефинам – алкенам, в которых один или несколько атомов водорода замещены атомами фтора. Является непредельным фторорганическим соединением и служит в качестве мономера (Мономер-6) для синтеза термостойких и химически стойких полимеров и сополимеров (фторопластов и фторкаучуков).

## Свойства

### Физические свойства
Бесцветный газ. Практически не имеет запаха, тяжелее воздуха, раздражает дыхательные пути. ПДК составляет 5 мг/м³; летальная концентрация 0,3 % по объёму. Не образует взрывоопасных смесей с воздухом.

### Химические свойства
Гексафторпропилен практически не даёт гомополимеров.
По радикальному механизму мономер-6 галогенируется, легко присоединяет H2S, NaHSO3, спирты, простые эфиры (атака направляется на CF2-rpyппy).

## Получение
Впервые получен А. Хэнне и Т. Валкесом в 1945 году.
Промышленным способом получения гексафторпропилена является пиролиз тетрафторэтилена при 700—900 °С.
Гексафторпропилен может быть получен путём термической обработки тетрафторэтилена, хлортетрафторэтана или октафторциклобутана и совместного пиролиза хлордифторметана и 2-хлор-1,1,1,2-тетрафторэтана, декарбоксилированием солей перфтормасляной кислоты.

## Применение
Гексафторпропилен используется в качестве технологического газа в плазменной технологии для нанесения ПТФЭ-подобных слоев на поверхности. Он выступает в качестве сомономера для промышленного получения полимеров на основе тетрафторэтилена и винилиденфторида.